# Wirth Research
Wirth Research é um grupo de empresas de engenharia, fundada por Nicholas Wirth em 2003, especializada em pesquisa, desenvolvimento, design e fabricação para a indústria automobilística e outros setores de alta tecnologia.
As empresas usam tecnologias de engenharia virtual para permitir um projeto de veículo completamente simulado, desenvolvimento e processo de teste. O grupo não é conhecido por defender a necessidade de modelos tradicionais de desenvolvimento físico e, mais notavelmente, foi responsável pelo primeiro carro de Fórmula 1 inteiramente digital, o VR-01 de 2010 da Virgin Racing.
O grupo de pesquisa da Wirth tem uma parceria de longa data com a Honda Performance Development Inc (HPD) que é responsável pelo design, desenvolvimento e fabricação dos ARX sports cars. A Wirth Research também oferece às equipes clientes da IndyCar todo o suporte técnico.